# Metro van Cleveland

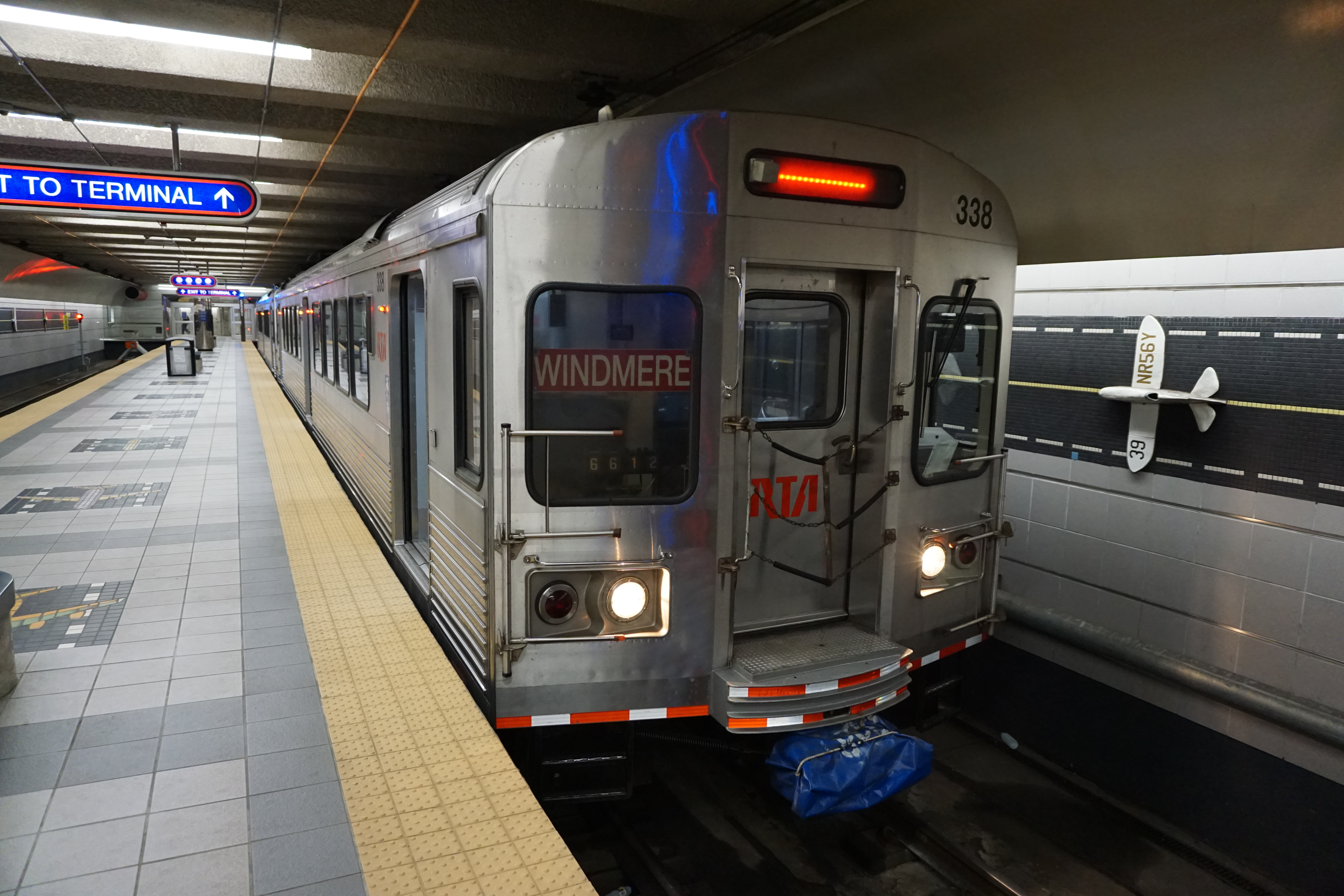
Rode Lijn

De metro van Cleveland is een stedelijk spoornetwerk in de Amerikaanse deelstaat Ohio. Het is een gemengd systeem: de Red Line (Rode Lijn) is een volwaardige metrolijn, over de Blue Line (Blauwe Lijn) en de Green Line (Groene Lijn) rijden echter lightrailvoertuigen.
De exploitatie is in handen van RTA Rapid Transit uit Cleveland. Circa 4,2 kilometer van de sporen, inclusief drie stations en de verschillende hoogte van de perrons, door alle drie de lijnen. Ook maken ze alle gebruik van bovenleidingen en pantograaf.

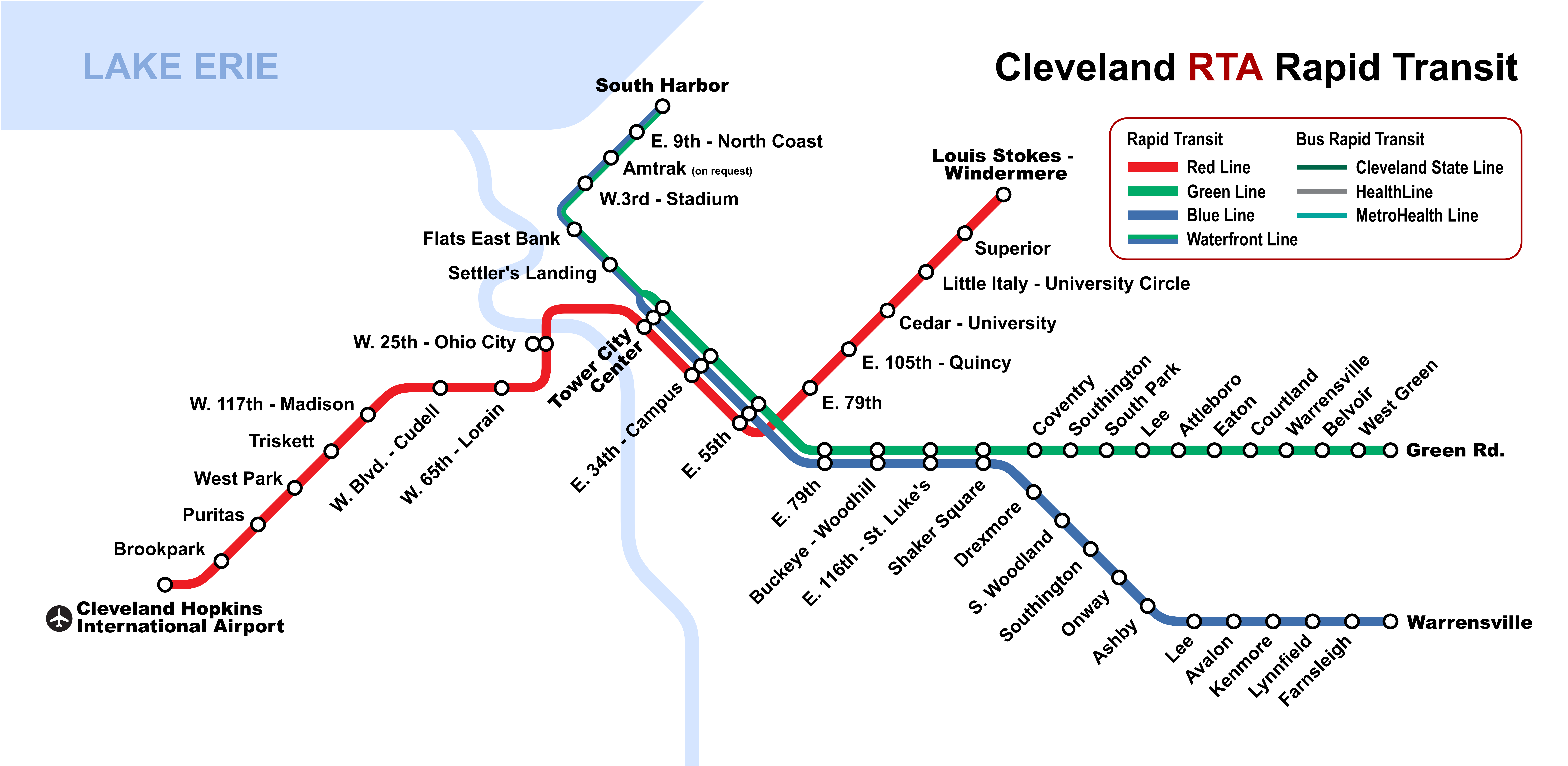
Openbaar vervoerkaart van Cleveland met de metrolijn aangegeven in rood.

## Rode lijn
De lijn (voorheen route 66) gaat van Cleveland Hopkins International Airport noordoostwaarts naar Tower City in het centrum van Cleveland, daarna oost- en noordoostwaarts naar Louis Stokes Station bij Windermere in East Cleveland. 
De Red Line rijdt tussen 4.00 uur 's nachts en 1.00 uur 's nachts. De treinen rijden meestal eens in de 20 minuten, waarbij de dienst tijdens de spitsuren tussen Brookpark en Tower City vaker rijdt. Tussen 1 uur en 4 uur 's nachts zijn reizigers naar Hopkins International Airport aangewezen op buslijn 75.

### Geschiedenis
De lijn waar nu de Red Line ligt was al in de planning rond 1930, toen de Cleveland Union Terminal werd geopend. Het eerste stukje, tussen de oostelijke 34th Street en de oostelijke 55th street, was in gebruik bij de Cleveland Interurban Railroad in 1920. In 1930 was de lijn tussen de 34th street en Union Terminal af. Toch duurde het nog tot 15 maart 1955 voordat de oostelijke helft van de Red Line werd geopend, van de bestaande lijn nabij 55th street langs de spoorweg tussen New York, Chicago en Saint Louis, naar Windermere. De lijn van Downtown-zuidwest naar de westelijke 117th Street werd eveneens op 15 augustus 1955 geopend. 
Op 15 november 1958 werd een verlenging naar West Park geopend. Het laatste stukje, naar Cleveland Hopkins International Airport, werd geopend in 1968. Deze verbinding was de eerste spoorverbinding met een vliegveld in Noord-Amerika.

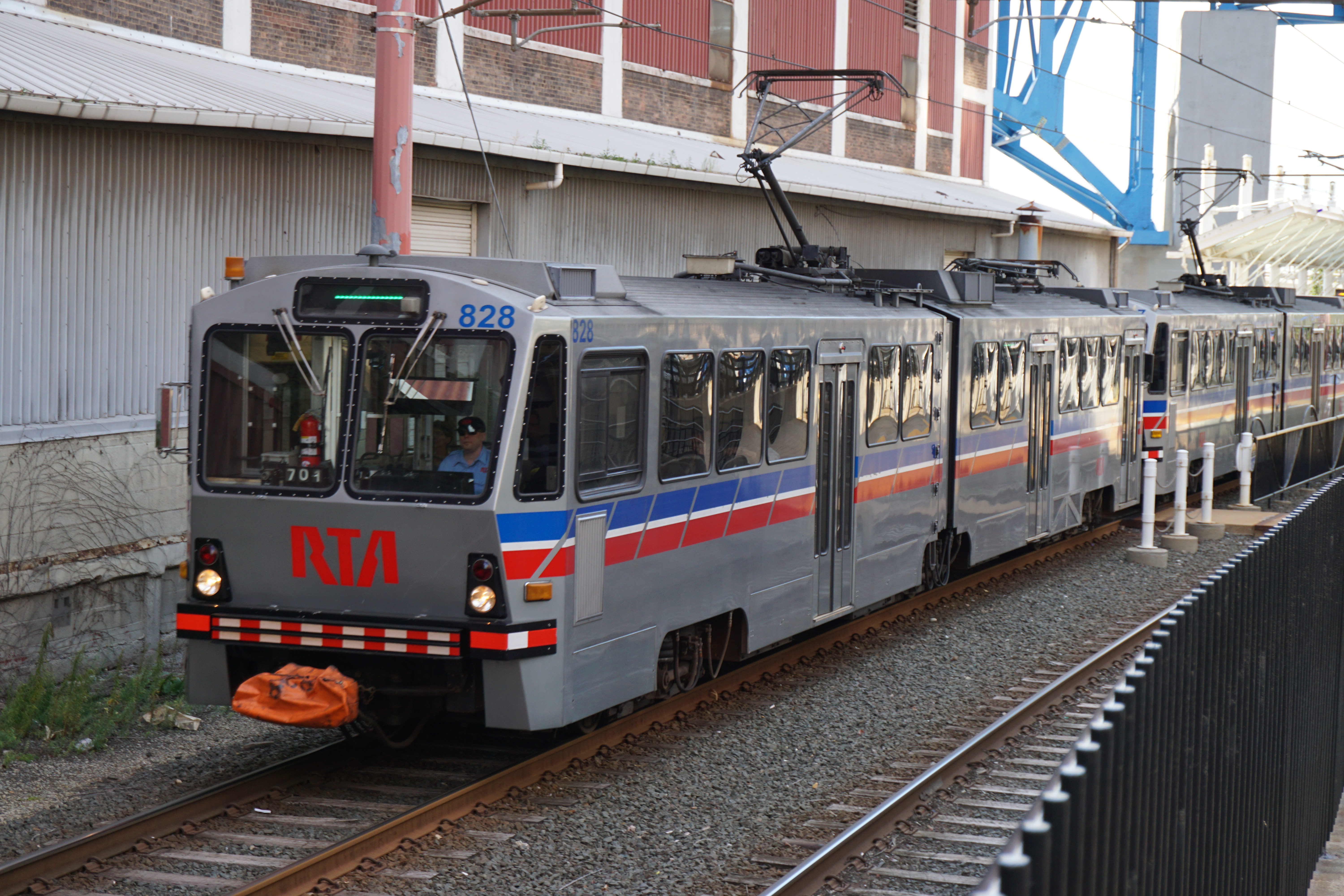
Gekoppelde trams op de Green Line

## Blauwe lijn en Groene Lijn
Deze twee lijnen worden samen de RTA Shaker Rapid genoemd, omdat ze van het centrum naar de plaats Shaker Heights rijden. Deze lightraillijnen rijden in het centrum ondergronds als semimetro. Voor vervanging van de trams uit begin jaren 1980, is in 2023 besloten om 24 exemplaren van de Siemens S200 te bestellen.

### Geschiedenis
Beide lijnen werden in delen geopend tussen 1913 en 1936. Het ondergrondse station Tower City Center opende in 1930, de Rode Lijn maakt hiet sinds 1955 gebruik van.
Atlanta (MARTA) · Baltimore (Baltimore Metro Subway) · Boston (MBTA Subway) · Chicago (Chicago 'L') · Cleveland (RTA Rapid Transit) · Los Angeles (Metro Rail) · Miami (Metrorail) · New York (New York City Subway) · New York/New Jersey (PATH) · Philadelphia (SEPTA) · Philadelphia/New Jersey (PATCO Speedline) · San Francisco Bay Area (BART) · San Juan (Tren Urbano) · Staten Island (Staten Island Railway) · Washington D.C. (Washington Metro)

Lightrail in de Verenigde Staten · Spoorwegen in de Verenigde Staten · Tram in de Verenigde Staten
Lightrail in de Verenigde Staten · Steden met tramlijnen in de Verenigde Staten